# Ungerhauser Wald
Ungerhauser Wald är ett kommunfritt område i Landkreis Unterallgäu i Regierungsbezirk Schwaben i förbundslandet Bayern i Tyskland.